# Заульдорф
Заульдорф (нім. Sauldorf) — громада в Німеччині, знаходиться в землі Баден-Вюртемберг. Підпорядковується адміністративному округу Тюбінген. Входить до складу району Зігмарінген.
Площа — 49,72 км2. Населення становить 2566 ос. (станом на 31 грудня 2020).

## Географія

### Адміністративний поділ
Громада складається з таких районів:
| Герб      | Назва     | Населення (Станом на: 31 грудня 2010) | Площа (Станом на: 31 грудня 2010) | Площа (Станом на: 31 грудня 2010) |
| --------- | --------- | ------------------------------------- | --------------------------------- | --------------------------------- |
| Bietingen | Бітінген  | 214                                   | 656 га                            | 6.559.741 м²                      |
| Boll      | Болль     | 396                                   | 729 га                            | 7.289.570 м²                      |
| Krumbach  | Крумбах   | 300                                   | 512 га                            | 5.120.527 м²                      |
| Rast      | Раст      | 472                                   | 688 га                            | 6.881.134 м²                      |
| Sauldorf  | Заульдорф | 607                                   | 1.262 га                          | 12.622.195 м²                     |
| Wasser    | Вассер    | 523                                   | 1.125 га                          | 11.248.936 м²                     |

## Галерея

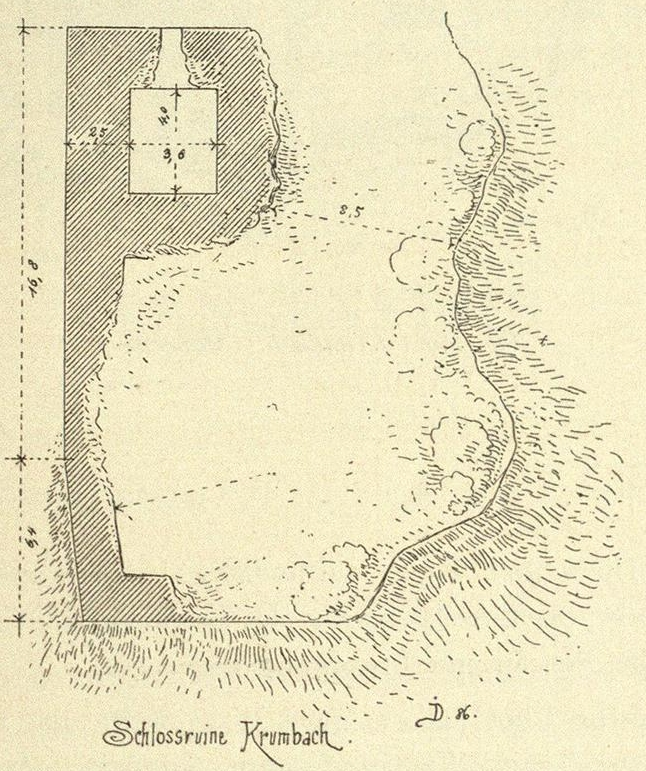
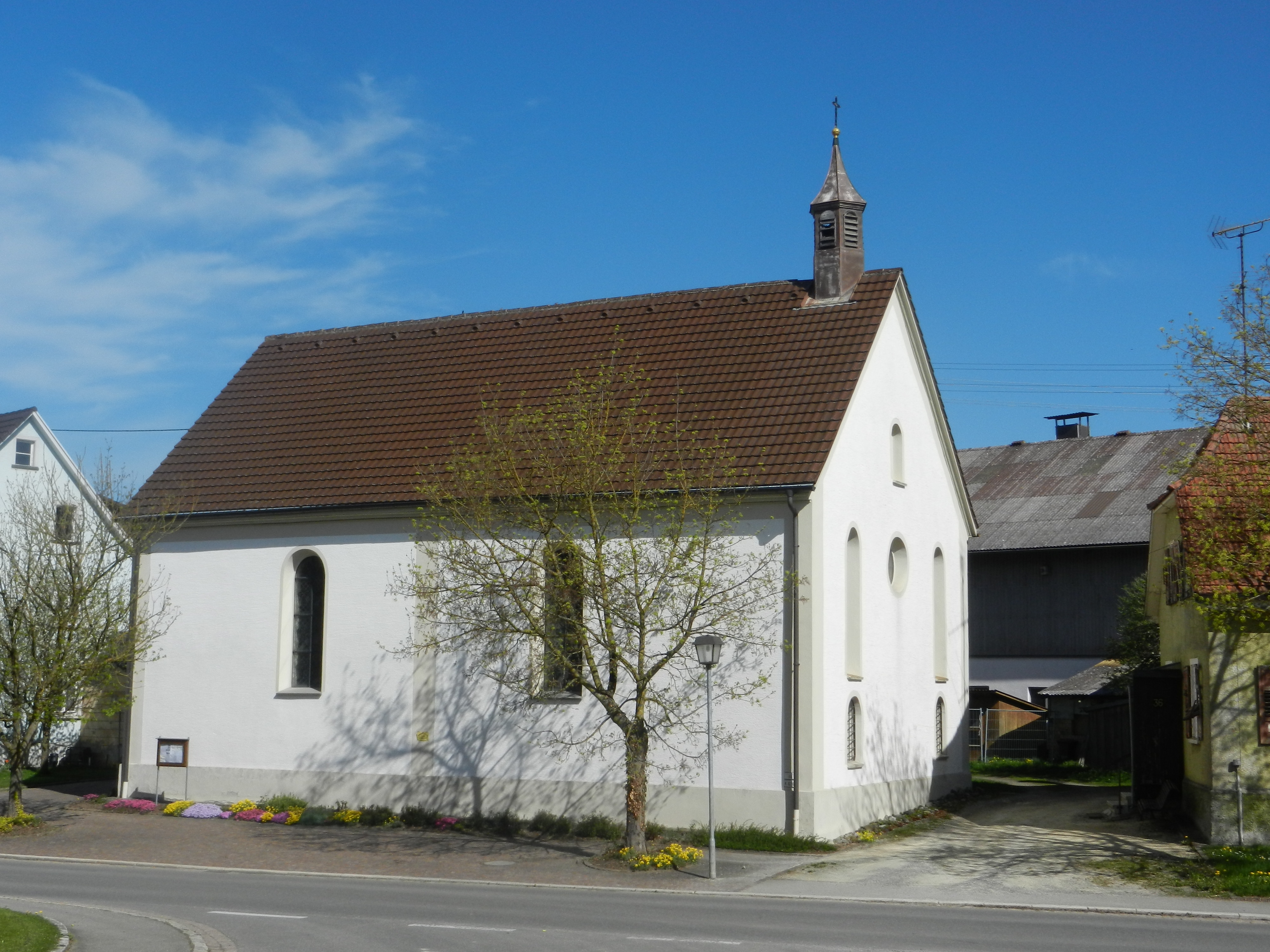
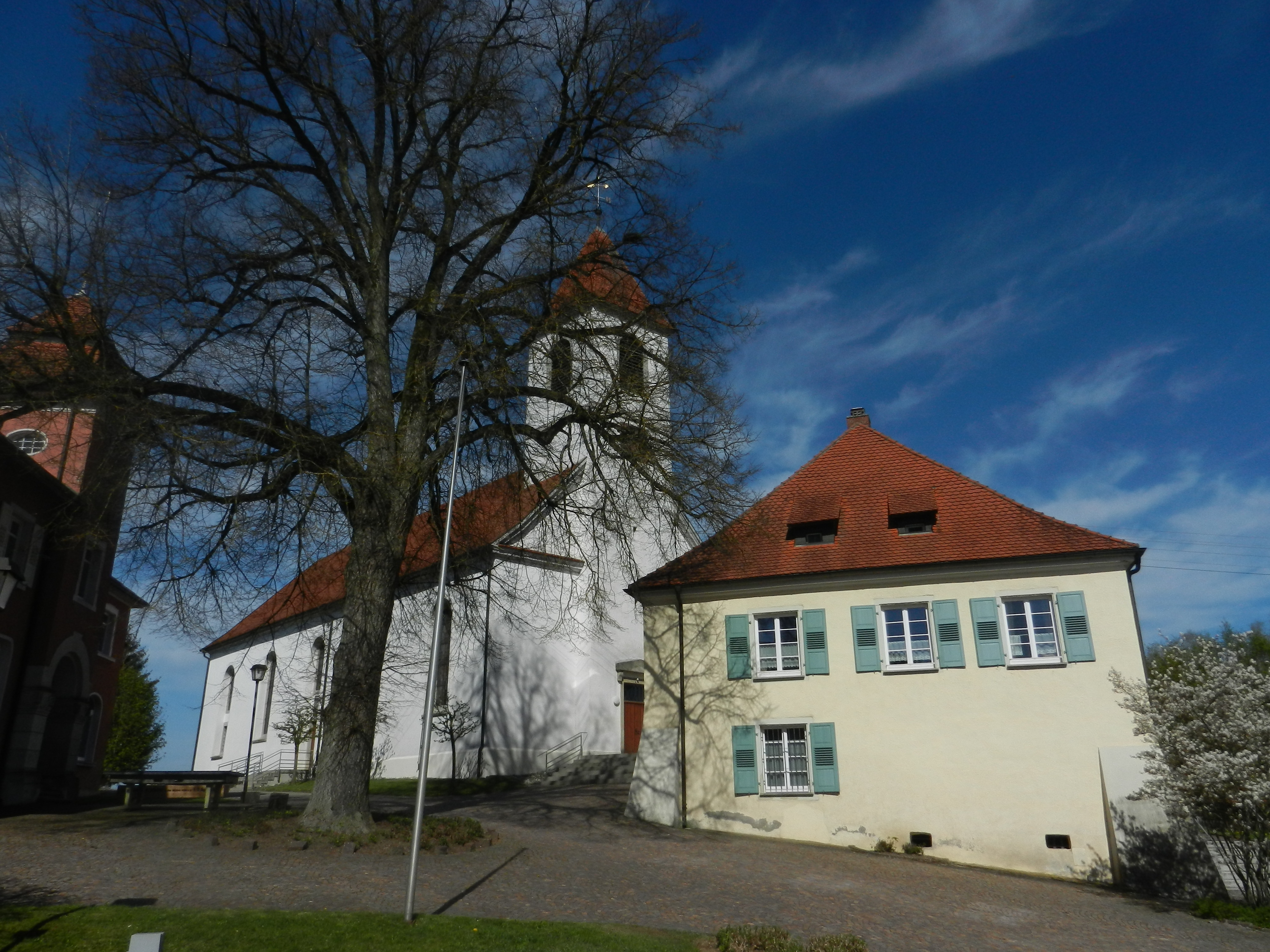
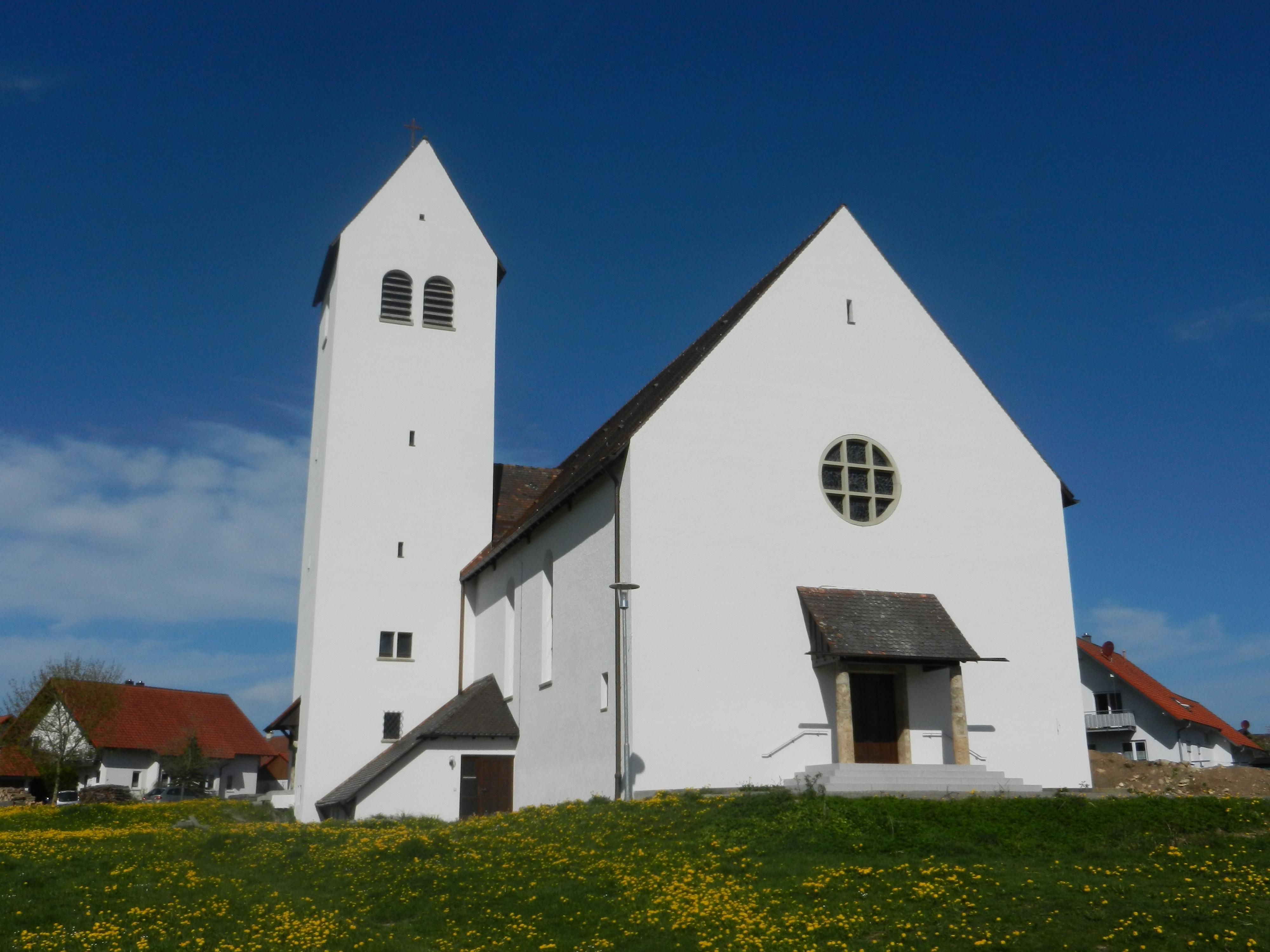
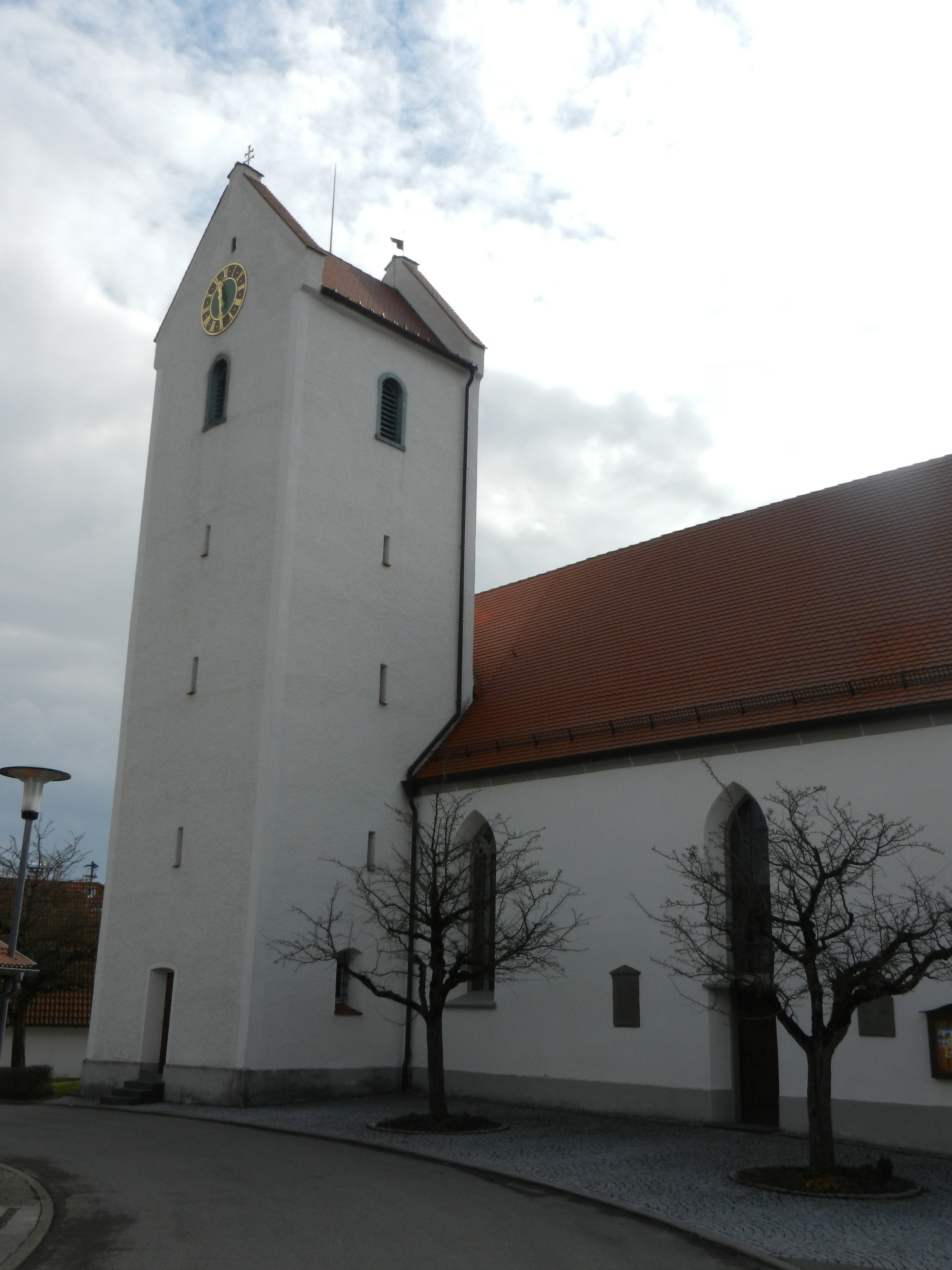
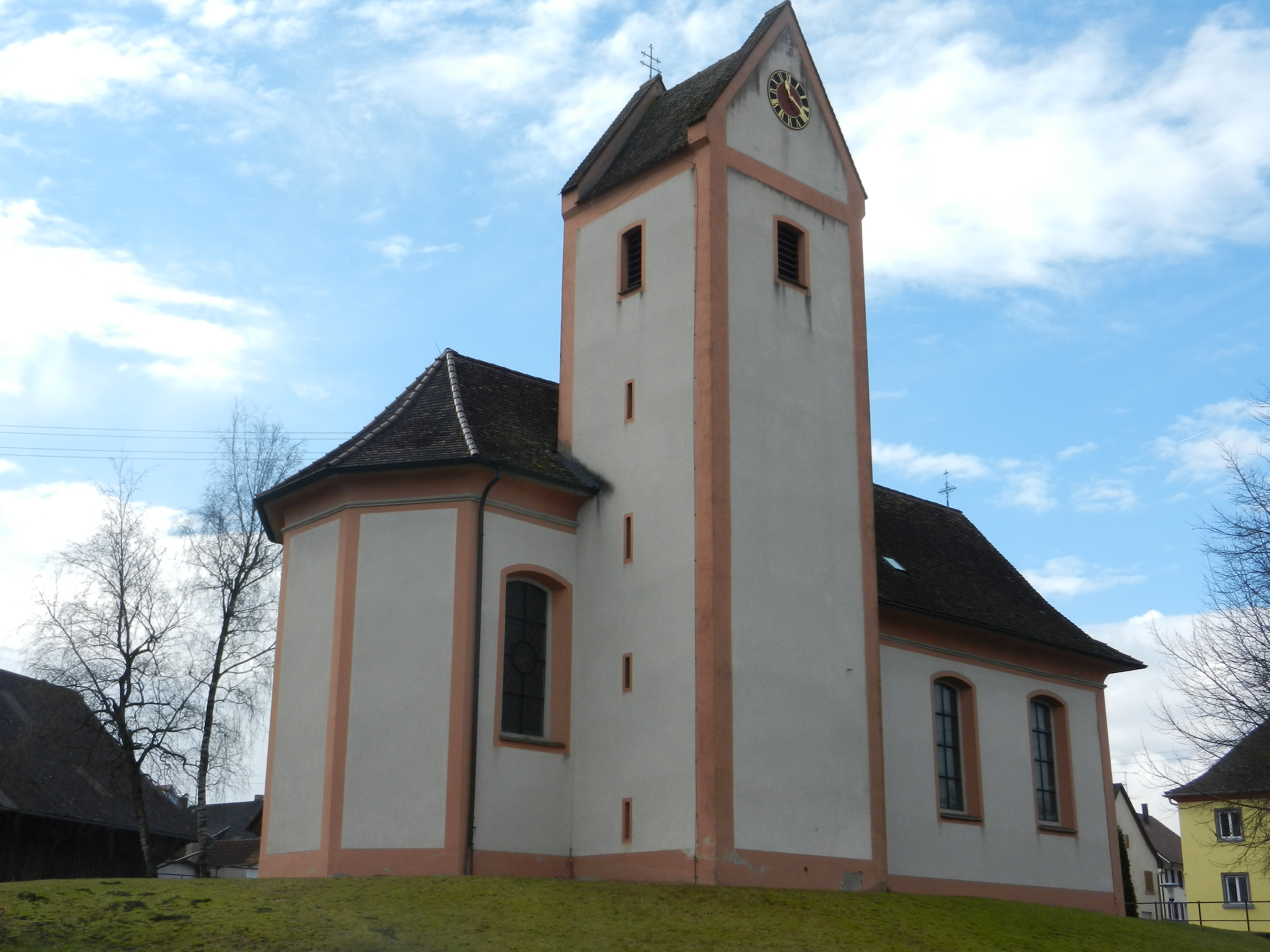